# Gwiazda Plasketta
Gwiazda Plasketta (HR 2422, V640 Monocerotis) – gwiazda spektroskopowo podwójna położona w gwiazdozbiorze Jednorożca, odległa o około 2000 parseków od Ziemi. Jest to jedna z najcięższych znanych gwiazd podwójnych; łączna masa gwiazd wynosi około 100 mas Słońca.
Składniki układu to błękitne olbrzymy typu widmowego O (jedna z nich może być nawet nadolbrzymem). Przy założeniu, że inklinacja orbity jest równa 71°, masy składników wynoszą 54 M☉ i 56 M☉. Okres orbitalny układu wynosi 14,396 dni.
Nazwana jest imieniem kanadyjskiego astronoma Johna Plasketta, który w 1922 odkrył, że jest to gwiazda podwójna, a nie – jak wcześniej sądzono – pojedyncza.